# Synema trimaculosum

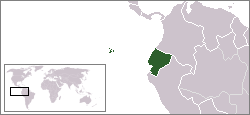
Område i Ecuador

Synema trimaculosum är en spindelart som beskrevs av Schmidt 1956. Synema trimaculosum ingår i släktet Synema och familjen krabbspindlar.
Artens utbredningsområde är Ecuador. Inga underarter finns listade i Catalogue of Life.